# Mianyang

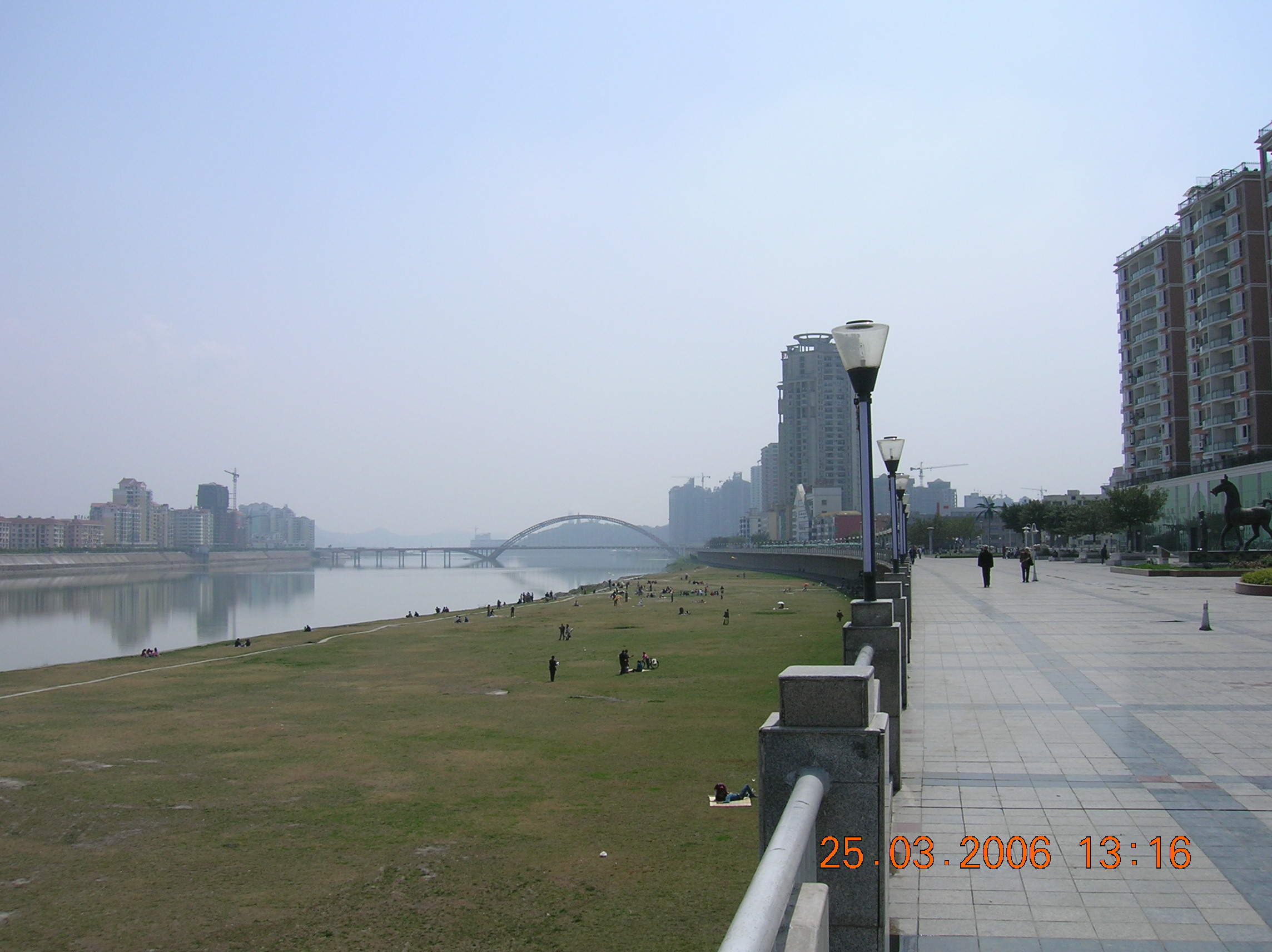
Promenade am Fu Jiang, Mianyang

Mianyang (chinesisch 綿陽市 / 绵阳市, Pinyin Miányáng shì, W.-G. Mien-yang) ist eine bezirksfreie Stadt im Norden der chinesischen Provinz Sichuan. Mianyang hat eine Fläche von 20.267 Quadratkilometern und zählt 4.868.243 Einwohner (Stand: Zensus 2020).

## Geographie
Mianyang liegt im Nordwesten des Sichuan-Beckens und am Mittellauf des Flusses Fu Jiang. Sein Territorium hat eine Ost-West-Ausdehnung von 144 Kilometern und eine Nord-Süd-Ausdehnung von etwa 296 Kilometern.  Die Entfernung zur Provinzhauptstadt Chengdu beträgt 98 Kilometer in südlicher Richtung. Chongqing liegt 300 Kilometer südöstlich und Xi’an 680 Kilometer nordöstlich. Die 20.267 Quadratkilometer umfassende Oberfläche von Mianyang ist zu 61 % gebirgig, weitere 20 % werden von Hügelland eingenommen und nur 19 % der Fläche sind eben. Das Relief Mianyangs fällt von Nordwesten nach Südosten ab. Im Nordwesten befinden sich die Gebirge, die das Sichuan-Becken begrenzen. Dazu gehören die Gebirge Longmen Shan mit Höhen von 1000 bis 3000 Metern über Normalnull, Min Shan und den nördlich davon gelegenen Gebirgszug Motianling Shan mit Höhen über 3000 Metern. Hier liegt mit dem 5440 Meter hohen Berg Xuebaoding der höchste Punkt Mianyangs. Im Südosten des Bezirks befindet sich Hügelland mit Erhebungen zwischen 400 und 600 Metern; der niedrigste Ort Mianyangs liegt auf 307,2 Metern Seehöhe.
Die wichtigsten der etwa 3000 Gewässer, die Mianyang durchlaufen, sind Fu Jiang, Bailong Jiang, Xi He, Huya He, Duopu He, Pingtong He, Tongkou He, Furong He, Anchang He, Kai Jiang, Zi Jiang, Weicheng He, Mi Jiang und Qing Jiang. Der Fu Jiang ist der größte der 52 großen und mittleren Flüsse Mianyangs, er durchfließt den Bezirk auf einer Länge von 697 Kilometern. Durch seine geographische Lage erhält Mianyang Regenfälle in der Höhe von 16,3 Milliarden Kubikmetern jährlich, wovon etwa 12 Milliarden Kubikmeter nutzbar sind.
Die Jahresdurchschnittstemperatur Mianyangs ist seit den Sechzigerjahren um ca. 1,5 °C von 16,5 °C (1955–1965) auf 18 °C (2014–2024) gestiegen, wobei der Januar mit 5,1 °C (1955–1965) bzw. 7,1 °C (2014–2024) der kühlste und der Juli bzw. August mit durchschnittlich 26,2 °C (1955–1965) bzw. 27,6 °C (2014–2024) die wärmsten Monate waren. Mianyang erhält im Jahresdurchschnitt 940 Millimeter Niederschläge, die fast zur Hälfte im Sommer fallen. Der Winter ist die trockenste Jahreszeit. Im Sommer kann es zu Starkregen und Überflutungen kommen. Im Jahresdurchschnitt erhält Mianyang 1120 Sonnenstunden pro Jahr.
Die Natur Mianyangs ist Lebensraum von 18 der am strengsten geschützten Tierarten Chinas – darunter der Große Panda – und von 60 Tierarten, die auf zweitem Rang von der Regierung geschützt werden.

## Geschichte
Im Jahre 201 v. Chr. wurde die Region des heutigen Mianyang Teil der durch die Han-Dynastie eingerichteten Kommandantur Guanghan.
Die Stadt wurde am 12. Mai 2008 von einem schweren Erdbeben getroffen.

## Bevölkerung
Mianyang hatte im Jahre 2016 eine Gesamtbevölkerung von 5.451.833 Einwohnern in 2.096.642 Haushalten. Davon waren 2.799.288 Männer und 2.652.545 Frauen. Die Bevölkerung setzte sich aus 3.665.175 Personen mit Status als Bauern, 1.786.658 Personen ohne Status als Bauern, 656.832 vorübergehend zugewanderten Personen und 53.270 Neugeborenen zusammen. Die Bevölkerungszählung des Jahres 2000 hatte eine Gesamtbevölkerung von 5.170.141 Personen in 1.578.380 Haushalten ergeben, davon 2.680.950 Männer und 2.489.191 Frauen. In dem eigentlichen städtischen Siedlungsgebiet von Mianyang leben ca. 967.000 Menschen (Zensus 2010).
Etwa 178.000 Personen in Mianyang zählten zu einer von 46 in Mianyang ansässigen nationalen Minderheit. Es gibt neun Nationalitätengemeinden der Tibeter, 5 Nationalitätengemeinden der Qiang und eine Nationalitätengemeinde der Hui.

## Administrative Gliederung
Die bezirksfreie Stadt Mianyang setzt sich per 2018 auf Kreisebene aus drei Stadtbezirken, einer kreisfreien Stadt, vier Kreisen und einem autonomen Kreis zusammen. Diese sind:
- Stadtbezirk Fucheng (涪城区), 556 km², 1.298.524 Einwohner;
- Stadtbezirk Youxian (游仙区), 1.014 km², 561.379 Einwohner;
- Stadtbezirk Anzhou (安州区), 372.962 Einwohner;
- kreisfreie Stadt Jiangyou (江油市), 2.721 km², 731.343 Einwohner;
- Kreis Santai (三台县), 2.637 km², 955.811 Einwohner;
- Kreis Yanting (盐亭县), 1.542 km², 370.739 Einwohner;
- Kreis Zitong (梓潼县), 1.446 km², 276.996 Einwohner;
- Kreis Pingwu (平武县), 5.259 km², 126.357 Einwohner;
- Autonomer Kreis Beichuan der Qiang (北川羌族自治县), 3.077 km², 174.132 Einwohner.[7]

Obengenannte Verwaltungseinheiten setzen sich auf Gemeindeebene aus 164 Großgemeinden, 106 Gemeinden und 22 Straßenviertel zusammen.
Hauptort und Regierungssitz ist der Stadtbezirk Fucheng (chinesisch 涪城区, Pinyin Fúchéng Qū).

## Sehenswürdigkeiten
Der Turm (阙 què) der Präfektur Pingyang (平阳府君阙 Píngyáng fǔjūnquè) steht seit 1961 auf der Liste der Denkmäler der Volksrepublik China (1-52). In der Stadt befindet sich außerdem der 2020 eröffnete Freizeitpark Oriental Heritage.

## Wirtschaft
Mianyang hat knapp 1,8 Millionen Hektar landwirtschaftlich nutzbarer Fläche, wovon 441.420 Hektar als Ackerland, 52.262 Hektar als Gärten und 1,14 Millionen Hektar für die Forstwirtschaft genutzt werden. Es gab im Jahre 2016 etwa 2,7 Millionen landwirtschaftlicher Arbeitskräfte. Die wichtigsten Anbauprodukte sind Getreide (2,2 Millionen Tonnen auf 420.000 Hektar), Gemüse (2,7 Millionen Tonnen auf 75.000 Hektar), Ölsaaten (363.800 Tonnen auf 141.000 Hektar), Baumwolle (235 Tonnen auf 299 Hektar), Zucker (11.229 Tonnen auf 264 Hektar), Tabak (19 Tonnen auf 11 Hektar), Heilpflanzen für die traditionelle chinesische Medizin (30.000 Tonnen auf 8400 Hektar) und Melonen (17.000 Tonnen auf 5287 Hektar). Dafür wurden fast 220.000 Tonnen Dünger verwendet.
Mianyang verfügt über Vorkommen von Eisenerz, Mangan, Blei, Zink, Wolfram, Gold, Silber, Schwefel, Diamanten, Phosphor, Bentonit, Calcit, Kalkstein, Dolomit, Quarz und weiteren Bodenschätzen, von denen 32 Arten in über 400 Minen bzw. Gruben ausgebeutet werden.
Das Jahreseinkommen der Stadtbevölkerung Mianyangs betrug im Jahre 2018 34.411 Yuan pro Kopf, jenes der Landbevölkerung 16.101 Yuan pro Kopf.

## Verkehr
Mianyang liegt und an der Eisenbahnstrecke Baoji-Chengdu, der Schnellfahrstrecke Xi’an–Chengdu, der Schnellfahrstrecke Chengdu-Mianyang–Leshan, der Schnellfahrstrecke Chengdu-Lanzhou, den Autobahnen Chengdu-Mianyang, Mianyang-Guangyuan, Mianyang-Suining, Chengdu-Bazhong und Mianyang-Xiyun. Der Flughafen Mianyang ist der zweitgrößte der Provinz Sichuan und verbindet den Bezirk mit etwa drei Dutzend Städten Chinas. Er wird jährlich von fast vier Millionen Passagieren benutzt.

## Söhne und Töchter der Stadt
- Fu Weng, Mediziner der Han-Dynastie[8]
- Wen Qi, General der Han-Dynastie[9]
- Jing Yi, Statthalter der Provinz Yizhou in der östlichen Han-Dynastie[10]
- Wang Tang, Statthalter der Kommandantur Runan in der östlichen Han-Dynastie[11]
- Li Fu, Beamter während der Zeit der Drei Reiche[12]
- Feng Hao, Gouverneur von Chengdu in der östlichen Han-Dynastie[13]
- Yin Mo, Philosoph und Beamter während der Zeit der Drei Reiche[14]
- Li Yi, General der westlichen Jin-Dynastie[15]
- Wang Changwen, Philosoph der westlichen Jin-Dynastie[16]
- Xian Yushen, Beamter während der Song-Dynastie[17]

- Anthony Tu Shi-hua (1919–2017), römisch-katholischer Bischof von Hanyang und Puqi
- Hu Wanlin (* 1949), Heilpraktiker, der 146 Menschen getötet haben soll
- Zhu Yuling (* 1995), Tischtennisspielerin